# Белый остров (Санкт-Петербург)
Бе́лый остров — небольшой искусственный остров в дельте реки Невы. Находится на её левой стороне. Его площадь составляет 55 гектаров (1×0,6 км).

## История
До середины XX века на этом месте находилась Белая отмель (название, вероятно, по белому песку). Затем было решено намыть новый участок для создания полноценного острова. 
В 1966 году на Белом острове началось строительство городских очистных сооружений. В связи с этим были выполнены работы по намыву и строительству берегоукреплений острова, после чего его размеры увеличились с 16 га до 55 га.

## География
Белый остров соединяется Белым мостом с Канонерским островом, который расположен юго-восточнее Белого.
Сегодня на Белом острове находится Центральная станция аэрации (первая очередь станции запущена в 1978 году). 
Белый остров на карте Кировского района: